# 550. zračnoprevozni pehotni bataljon (ZDA)
550. zračnoprevozni padalski bataljon (izvirno angleško 550th Airborne Infantry Battalion) je bil prvi zračnopristajalni bataljon Kopenske vojske Združenih držav Amerike.

## Zgodovina
Bataljon je bil ustanovljen 1. julija 1941. 